# Help!
Help (укр. Допоможіть!) — п'ятий студійний альбом гурту «The Beatles», представлений 6 серпня 1965 року. У 2012 році «Help!» потрапив на 331 позицію у Списку 500 найкращих альбомів усіх часів за версією журналу Rolling Stone, а у вересні 2013 року платівка стала платиновою у Великій Британії.

## Про альбом
Як й у випадку з альбомом «A Hard Day's Night», більшість пісень прозвучала в однойменному фільмі. Заголовна пісня альбому звернула на себе увагу незвичайною для ранньої творчості гурту серйозністю тексту. Настрій пісні «You've Got To Hide Your Love Away» Джона Леннона теж серйозний — ця композиція є найяскравішим прикладом впливу Боба Ділана на музику гурту.
Пол Маккартні написав для альбому легендарну «Yesterday», енергійну «Another Girl», рок-н-рольну «The Night Before» і фолкову «I've Just Seen A Face». В альбом потрапили дві пісні Джорджа Гаррісона — «I Need You» і «You Like Me Too Much».
Альбом виразно окреслив поворот у творчості гурту — через рік після виходу альбому The Beatles відіграли свій останній живий концерт і повністю присвятила себе роботі в студії.

## Список композицій
Автор музики і слів Леннон — Маккартні (якщо не зазначено інше). 
| Сторона 1 (саундтрек до фільму 1965 року «Help!») | Сторона 1 (саундтрек до фільму 1965 року «Help!») | Сторона 1 (саундтрек до фільму 1965 року «Help!») | Сторона 1 (саундтрек до фільму 1965 року «Help!») |
| #                                                 | Назва                                             | Провідний вокал                                   | Тривалість                                        |
| ------------------------------------------------- | ------------------------------------------------- | ------------------------------------------------- | ------------------------------------------------- |
| 1.                                                | «Help!»                                           | Леннон                                            | 2:18                                              |
| 2.                                                | «The Night Before»                                | Маккартні                                         | 2:34                                              |
| 3.                                                | «You've Got to Hide Your Love Away»               | Леннон                                            | 2:09                                              |
| 4.                                                | «I Need You» (Джордж Гаррісон)                    | Гаррісон                                          | 2:28                                              |
| 5.                                                | «Another Girl»                                    | Маккартні                                         | 2:05                                              |
| 6.                                                | «You're Going to Lose That Girl»                  | Леннон                                            | 2:18                                              |
| 7.                                                | «Ticket to Ride»                                  | Леннон                                            | 3:09                                              |

| Сторона 2 | Сторона 2                                      | Сторона 2             | Сторона 2  |
| #         | Назва                                          | Провідний вокал       | Тривалість |
| --------- | ---------------------------------------------- | --------------------- | ---------- |
| 1.        | «Act Naturally» (Джонні Рассел, Воні Моррісон) | Starr                 | 2:30       |
| 2.        | «It's Only Love»                               | Леннон                | 1:56       |
| 3.        | «You Like Me Too Much» (Джордж Гаррісон)       | Гаррісон              | 2:36       |
| 4.        | «Tell Me What You See»                         | Маккартні із Ленноном | 2:37       |
| 5.        | «I've Just Seen a Face»                        | Маккартні             | 2:05       |
| 6.        | «Yesterday»                                    | Маккартні             | 2:05       |
| 7.        | «Dizzy Miss Lizzy» (Ларрі Вільямс)             | Леннон                | 2:54       |